# Сетонвил (Илиноис)
Сетонвил (енгл. Seatonville) град је у америчкој савезној држави Илиноис.

## Демографија
По попису из 2010. године број становника је 314, што је 11 (3,6%) становника више него 2000. године.
| Група             | 2000.       | 2010.       |
| Белци             | 278 (91,7%) | 293 (93,3%) |
| Афроамериканци    | 0 (0,0%)    | 2 (0,6%)    |
| Азијати           | 5 (1,7%)    | 2 (0,6%)    |
| Хиспаноамериканци | 20 (6,6%)   | 16 (5,1%)   |
| Укупно            | 303         | 314         |